# Mrs. Lennon
Mrs. Lennon è un singolo di Yōko Ono estratto dall'album Fly del 1971. La canzone era compresa anche nel film Imagine.

## Tracce
1. Mrs. Lennon – 4:12
2. Midsummer New York – 3:51